# 天主教坎皮纳斯总教区
天主教坎皮纳斯總教區（拉丁語：Archidioecesis Campinensis）是羅馬天主教在巴西的一個教省總教區，下轄四個教區。
1908年6月7日成立教區，1958年4月19日升為總教區。總教區包括聖保羅州東部九市，2006年有教友1,275,980人，佔轄區總人口73.0%。教區下轄七十五個堂區，有170名司鐸。
現任總主教為若望·依納爵·米萊爾，榮休總主教為吉爾伯·佩雷拉-洛佩斯。